# Майкъл Тевия
Майкъл Тевия е бивш ганайски футболист, играещ на поста дефанзивен полузащитник.

## Кариера
Тевия започва своята кариера в отбора на Амба в родната му Гана. През 2008 подписва договор с Локомотив (Мездра) и пристига в България. Не след дълго Тевия е забелязан от Левски и на 28 януари 2010 подписва договор със столичния гранд. Трансферът е за 30 000 € и срок от 2 години и половина. През 2011 играе половин сезон под наем в Калиакра Каварна, след което от Левски прекратяват договора му. Играчът подписва договор с Черноморец (Бургас) през Юли същата година, но той е отменен по здравословни причини още през Септември.
През есента на 2012 подписва с втородивизионния Любимец. След това играе за още няколко български клуба и в Япония. Последният клуб в кариерата му е Верея (Стара Загора). Прекратява кариерата си поради проблеми със сърцето.
Тевия има едно участие и за Ганайския национален отбор до 20 години.
През 2023 г. е арестуван за разпространяване на наркотици в курортния комплекс „Слънчев бряг“.